# Helwig Arenz

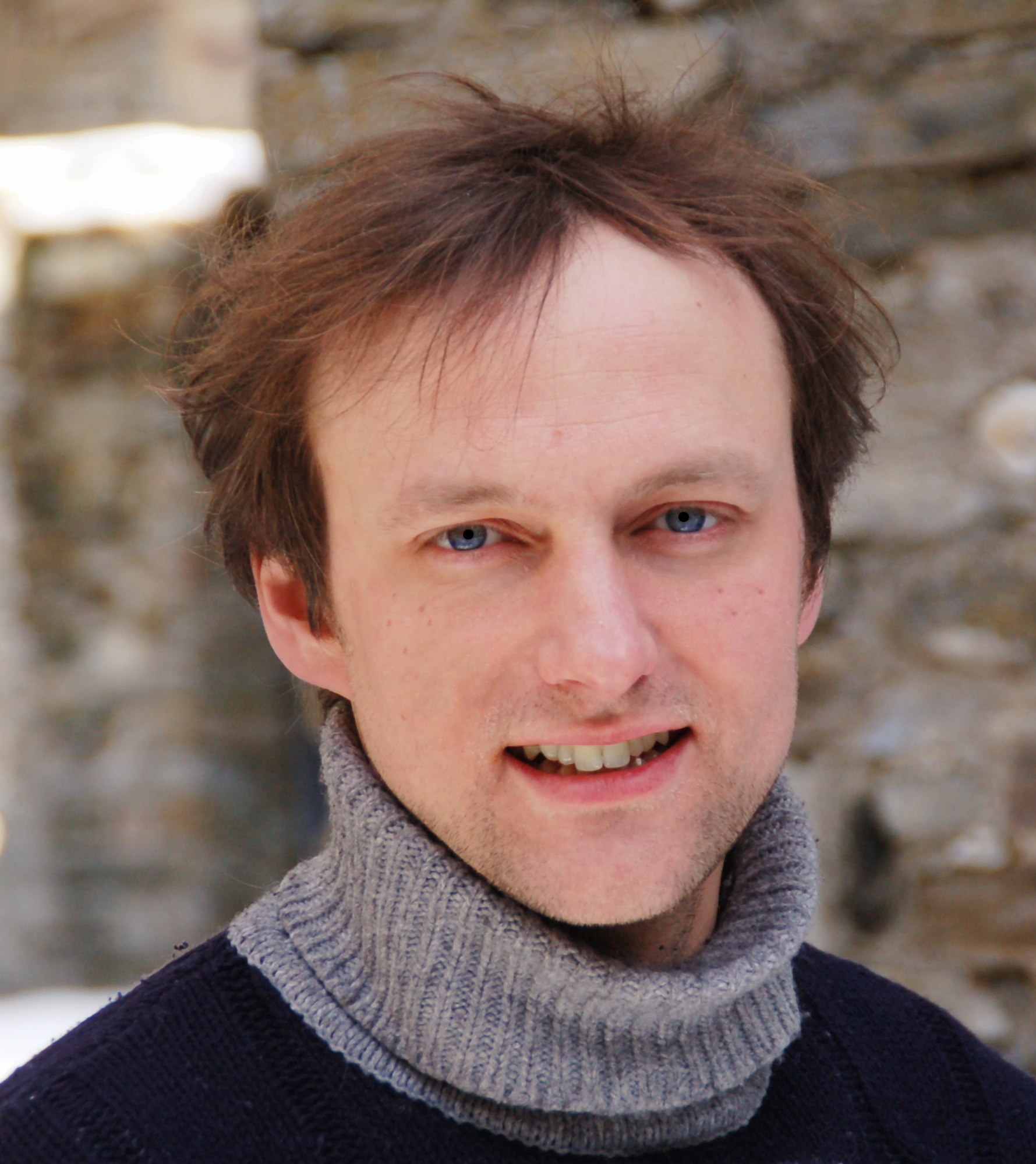
Helwig Arenz, 2014

Helwig Arenz (* 1981 in Nürnberg) ist ein deutscher Schauspieler, Regisseur und Schriftsteller.

## Leben
Arenz kam als sechstes Kind der Künstlerfamilie Arenz zur Welt. Sein ältester Bruder ist der Schriftsteller Ewald Arenz, seine Schwester Sigrun Arenz ist ebenfalls Romanautorin. Er absolvierte seine Schauspielausbildung an der Anton-Bruckner-Universität in Linz (Österreich). Seit seinem Abschluss 2006 war er an verschiedenen deutschen Bühnen engagiert, darunter an der Landesbühne Wilhelmshaven, dem Landestheater Schwaben in Memmingen, dem Landestheater in Hof und dem Ernst-Deutsch-Theater Hamburg. Von 2013 bis 2016 war er Mitglied des Ensembles des Theater Pfütze in Nürnberg; heute ist er freier Schauspieler und Schriftsteller.
Seine Kurzgeschichte Tom und Tierchen gewann 2013 den Publikumspreis im Wettbewerb um den Fränkischen Krimipreis. Als Autor ist er beim ars vivendi Verlag unter Vertrag. Sein Jugendstück Caligula und das Mädchen auf der Treppe wurde mit dem Niederländisch-Deutschen Jugenddramatikerpreis ausgezeichnet und unter Arenz' Regie am 20. Februar 2019 im Gostner Hoftheater in Nürnberg uraufgeführt. Für seine literarischen Leistungen erhielt er 2018 den Bayerischen Kunstförderpreis.
Helwig Arenz lebt und arbeitet in Nürnberg.

## Werke
- Luftschloss. Erzählung. In: Thomas Kastura (Hrsg.): Christkindlesmorde. ars vivendi verlag, Cadolzburg 2013, ISBN 978-3869132747.
- Tom und Tierchen. Erzählung. In: Felicitas Igel (Hrsg.): Tatort Franken Nr. IV. ars vivendi verlag, Cadolzburg 2013, ISBN 978-3869132013.
- Der böse Nik.  Roman, ars vivendi verlag, Cadolzburg 2014, ISBN 978-3-86913-462-8.
- SOFA. Drama. Erstaufführung 2016
- Unsere Kleine Welt. (gemeinsam mit Ewald und Sigrun Arenz). Gesammelte Kolumnen, ars vivendi verlag, Cadolzburg 2016, ISBN 978-3-86913-684-4.
- Jakobswege in Franken 2. Von Hof bis Ulm in 30 Etappen, (gemeinsam mit Sigrun Arenz). Cadolzburg 2016, ISBN 978-3-86913-639-4.
- Kalte Rache. Erzählung. In: Tatort Christkindlesmarkt, Cadolzburg 2016, ISBN 978-3-86913-729-2.
- Nachts die Schatten. Roman. ars vivendi verlag, Cadolzburg 2016, ISBN 978-3-86913-720-9.
- Caligula und das Mädchen auf der Treppe. Drama (Jugendtheater), S. Fischer Verlag. Uraufführung am 20. Februar 2019 im Gostner Hoftheater in Nürnberg.
- Jede Menge Leben. Nürnberg, Fürth, Erlangen. Roman. ars vivendi verlag, Cadolzburg 2016,  ISBN 978-3-86913-776-6.
  - mit Katharina Wasmeier und Peter Gruner

## Auszeichnungen
- 2005: Nibelungen Förderpreis für Schauspiel, Linz
- 2013: Publikumspreis des Fränkischen Krimipreises
- 2018: Niederländisch-deutscher Kinder- und Jugenddramatikerpreis für Caligula und das Mädchen auf der Treppe
- 2018: Bayerischer Kunstförderpreis für sein bisheriges Werk[1]